# Museo di storia naturale di Tolosa
Il Museo di Tolosa (Muséum de Toulouse) è un museo di storia naturale di Tolosa. Contiene oltre 2,5 milioni di esemplari ed è il secondo più grande museo di storia naturale della Francia, dopo il Museo di storia naturale di Parigi.

## Storia
Il museo fu fondato nel 1796 dal naturalista Philippe-Isidore Picot de Lapeyrouse. All'epoca era situato all'interno di vecchie strutture del locale monastero dei frati carmelitani. Nel 1865 fu aperto al pubblico nella sede attuale, sotto la direzione di Edouard Filhol.
Il museo di Tolosa fu il primo al mondo ad avere una sezione dedicata alla preistoria, grazie alla collaborazione di Émile Cartailhac, Jean-Baptiste Noulet e Eugène Trutat. Oggi il museo si trova all'interno di un moderno edificio inaugurato nel 2007, costruito su progetto dell'architetto Jean-Paul Viguier.

## Esposizioni permanenti
Le esposizioni permanenti comprendono cinque temi tra loro collegati:
Sequenza 1 - Sentire la potenza della Terra.
Natura del sistema solare e sua formazione. Natura della Terra - la tettonica a placche, attività sismica e vulcanica, l'erosione, la petrografia e la mineralogia.
Sequenza 2 - Superare la nozione di gerarchia.
La natura della vita - la biodiversità, classificazione e organizzazione.
Il percorso di questa sequenza mette in rilievo il legame tra l'uomo e gli animali per mezzo dell'albero della filogenetica e i diversi sistemi che permettono di classificare e organizzare la diversità delle specie.
Sequenza 3 - Familiarizzare con la grande scala del tempo.
Storia della Terra di 3,8 miliardi di anni. Introduzione dei tempi geologici, la paleontologia e l'evoluzione degli esseri viventi.
Sequenza 4 - Ammettere l'evidenza.
Le principali funzioni degli esseri viventi: l'alimentazione, la respirazione, la locomozione, la riproduzione, la protezione e la comunicazione.
Sequenza 5 - Inventare il futuro.
L'impatto delle attività umane sull'ecosistema, la pressione demografica e le risorse naturali.

## Galleria d'immagini

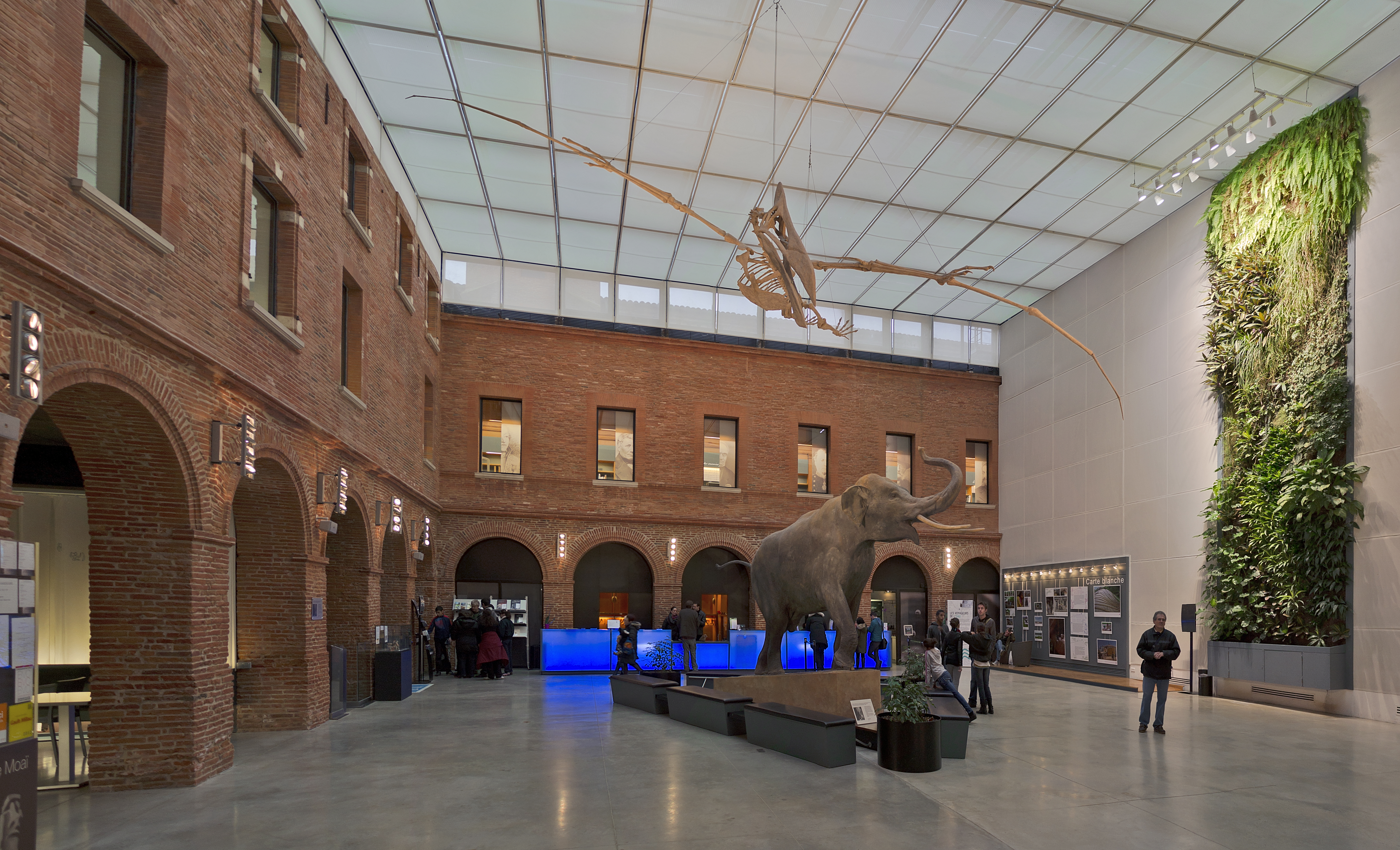
Il Grand Carré con l'elefante e il Quetzalcoatlus
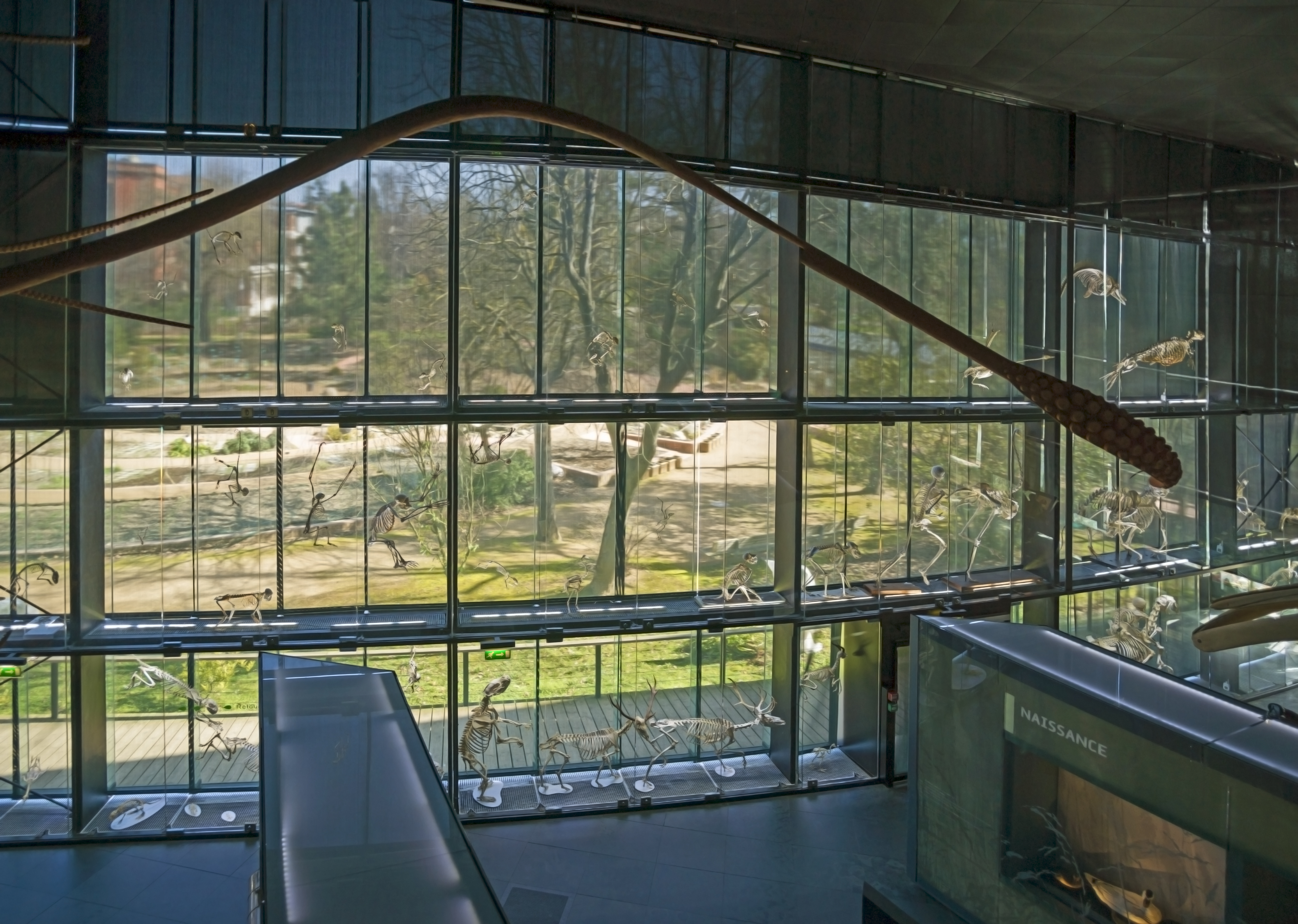
Il "Mur des squelettes"
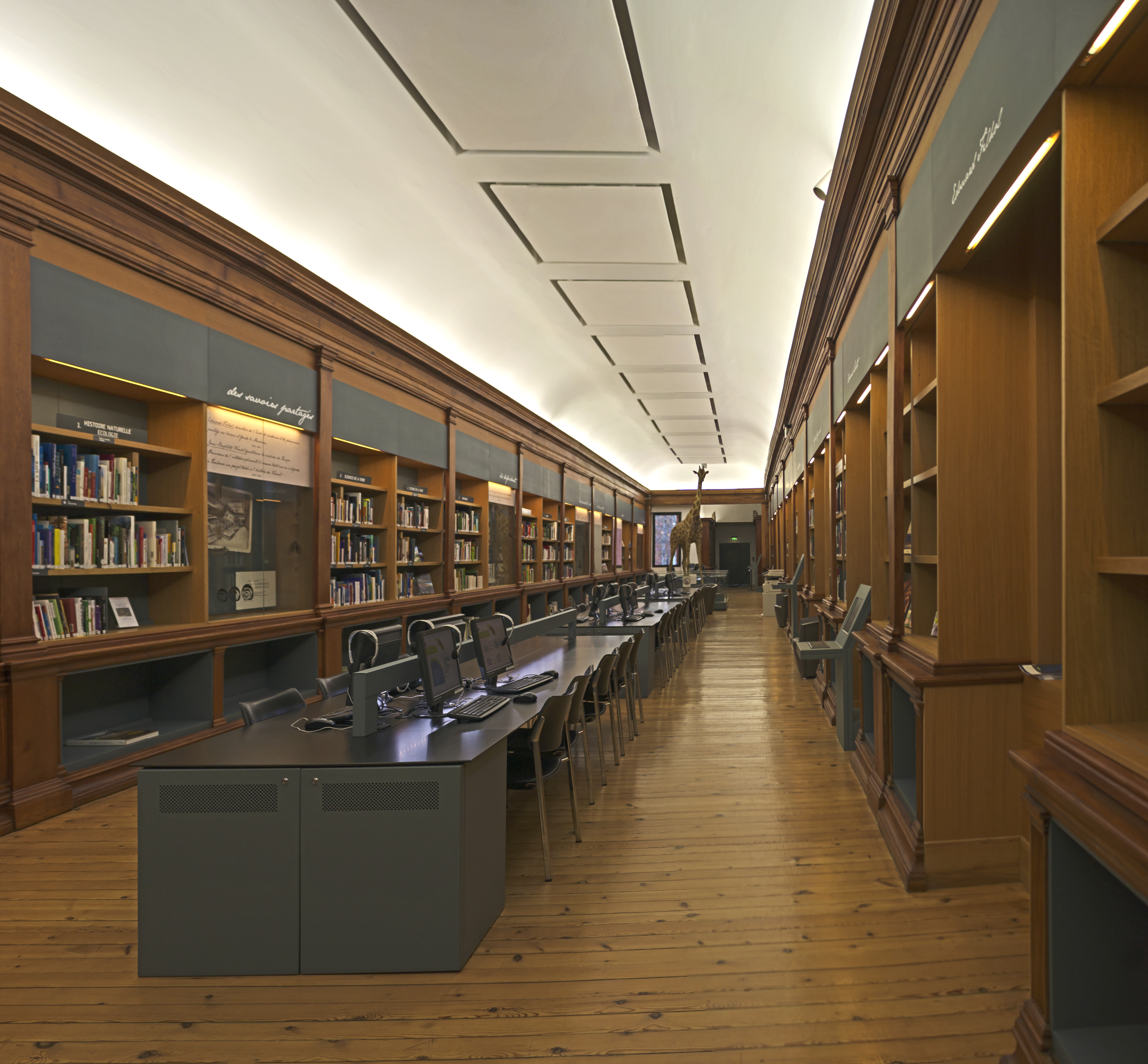
La biblioteca Emile Cartailhac
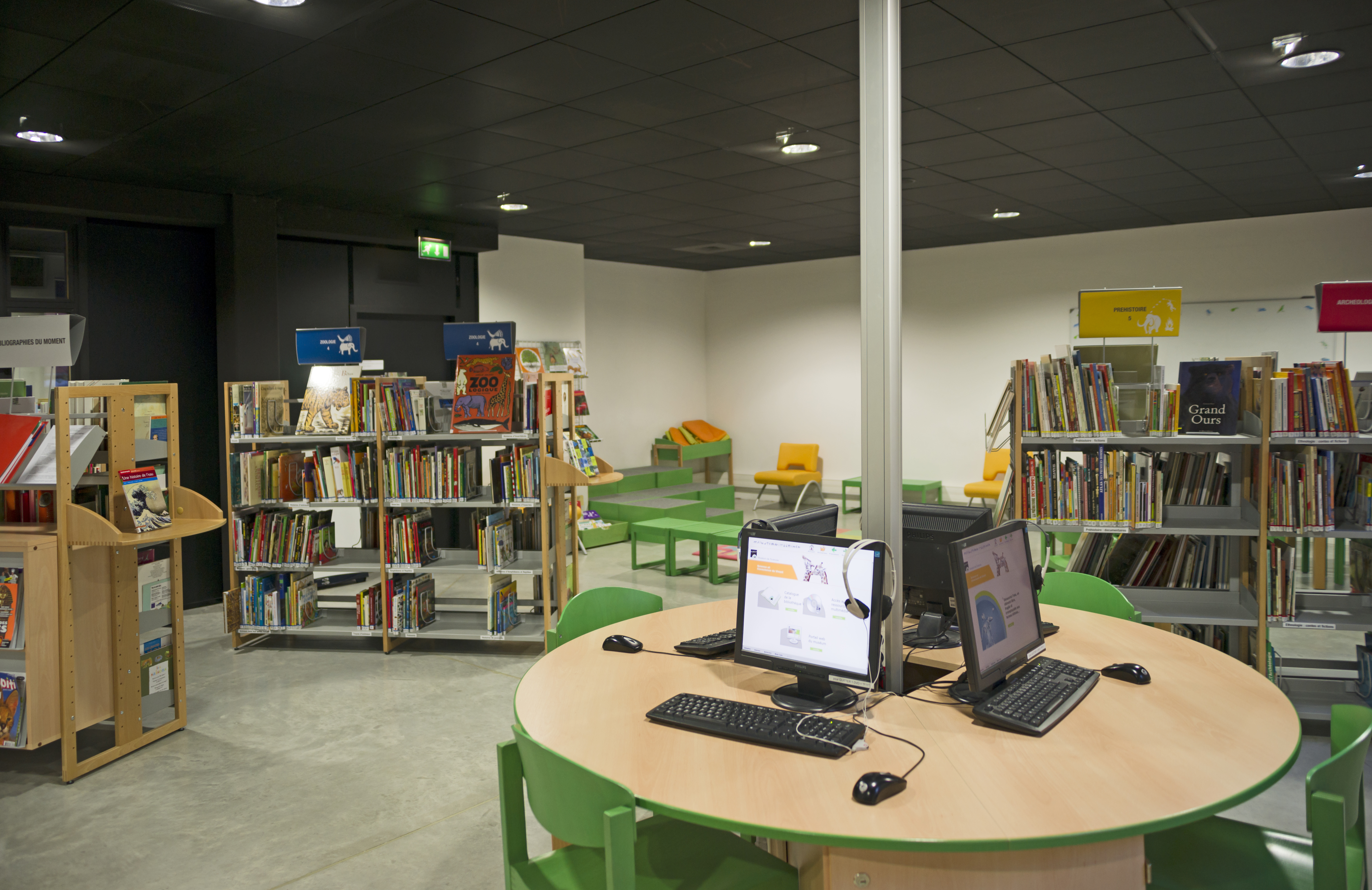
La mediateca "Jeunesse Pourquoi pas?"
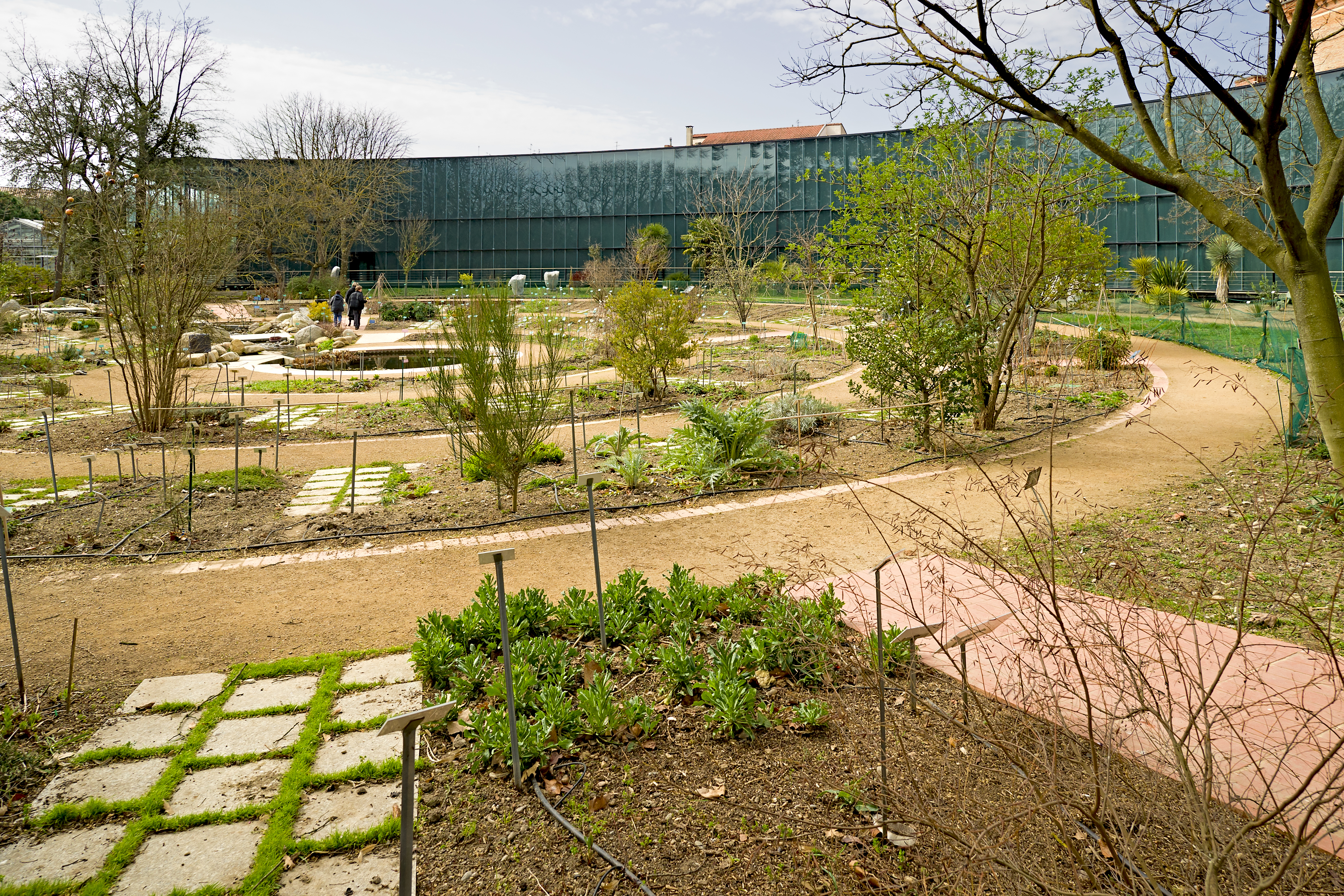
Il giardino botanico Henri Gaussen
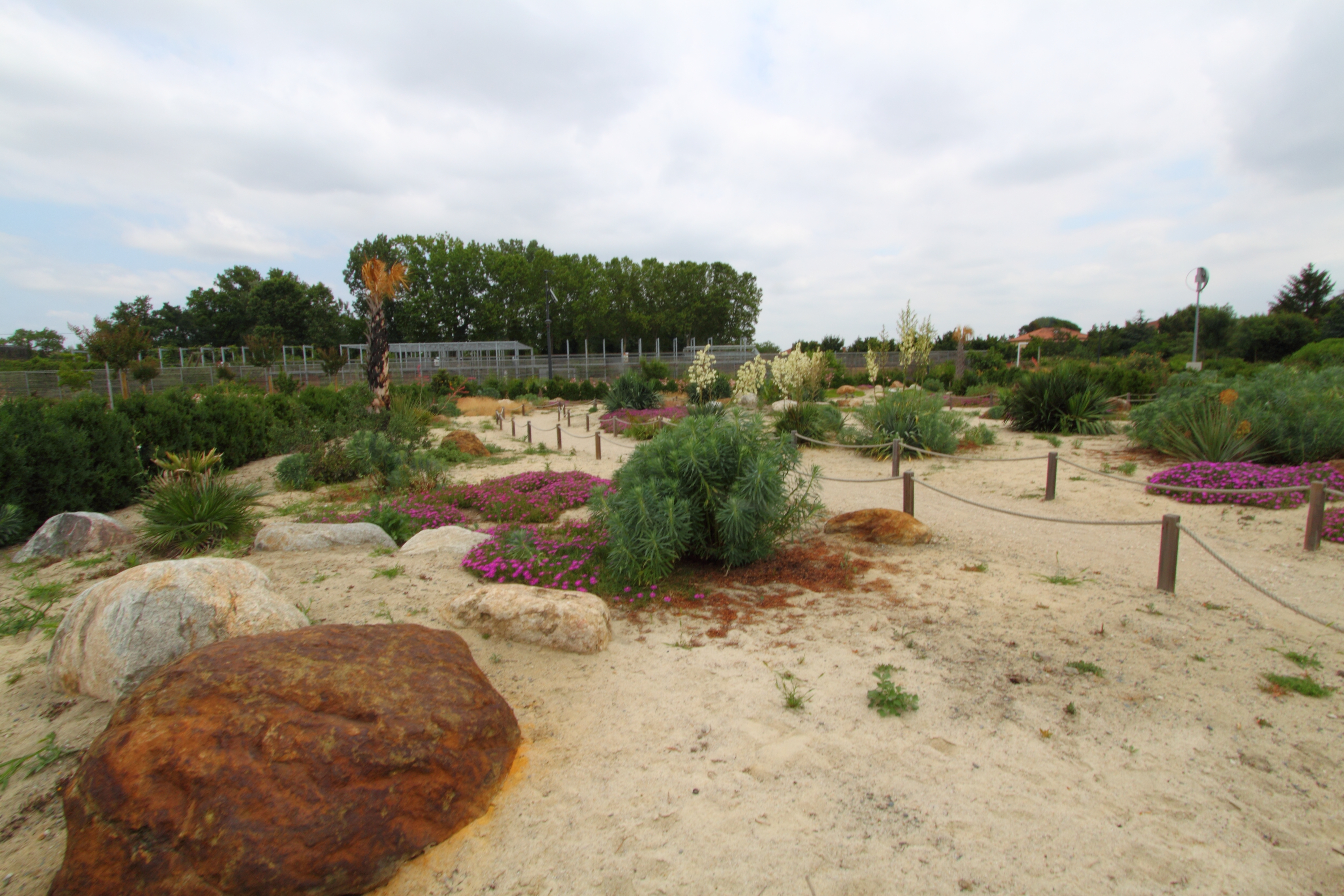
Il parco "La Maourine"